# WTA Sydney 1979
Il WTA Sydney 1979 è stato un torneo di tennis giocato sull'erba. È stata la 4ª edizione del torneo, che fa parte del WTA Tour 1979. Si è giocato a Sydney in Australia, dal 3 al 9 dicembre 1979.

## Campionesse

### Singolare
Sue Barker ha battuto in finale  Rosalyn Fairbank con il punteggio di 6–0, 7–5

### Doppio
Wendy Turnbull /  Billie Jean King hanno battuto in finale  Pam Shriver /  Sue Barker con il punteggio di 7–5, 6–4